# Ostara (časopis)
Ostara nebo Ostara, Briefbücherei der Blonden und Mannesrechtler byl německý nacionalistický časopis založený v roce 1905 okultistou Lanzem von Liebenfelsem ve Vídni.
Lanz odvodil název časopisu z rekonstruované staré horní němčiny z názvu bohyně Ôstarâ. Lanz tvrdil, že Ostrogóti a rakouský národ (německy:Österreich) byli pojmenovani po této bohyni 
V letech 1905 a 1931 bylo vytištěno 128 kusů časopisů Ostara, změn ve druhé a třetí sérii bylo obecně málo nebo žádné změny v dotisku předchozích vydání.